# HD 16955
HD 16955 är en vid dubbelstjärna belägen i den norra delen av stjärnbilden Väduren. Den har en skenbar magnitud av ca 6,376 och är mycket svagt synlig för blotta ögat där ljusföroreningar ej förekommer. Baserat på parallaxmätning inom Hipparcosuppdraget på ca 9,6 mas, beräknas den befinna sig på ett avstånd på ca 340 ljusår (ca 104 parsek) från solen. Den rör sig närmare solen med en heliocentrisk radialhastighet på ca -10 km/s.

## Egenskaper
Primärstjärnan HD 16955 är en vit till blå stjärna i huvudserien av spektralklass A3 V. Den har en massa som är ca 2,3 solmassor, en radie som är ca 2,3 solradier och har ca 27 gånger solens utstrålning av energi från dess fotosfär vid en effektiv temperatur av ca 8 500 K. Hauck et al. (1995) identifierade stjärnan som en Lambda Bootis-stjärna med ett omgivande skal, men detta verkar nu vara osannolikt.
HD 16955 har en följeslagare, HD 16955 B, av magnitud 10,36, som år 2015 låg med en vinkelseparation på 3,0 bågsekunder vid en positionsvinkel av 19°. Denna är den sannolika källan till den noterade röntgenstrålning med en ljusstyrka på 262,5×1020 W, som kommer från dess koordinater, eftersom stjärnor av spektraltyp A inte förväntas avge röntgenstrålning. HD 16955 C är en mer avlägsen följeslagare av magnitud 12,94 som ligger med en vinkelseparation av 51,10 bågsekunder vid en positionsvinkel på 92°, år 2015.